# Kvælstof
|  | Denne artikel behandler primært grundstoffet kvælstof (nitrogen). Se andre artikler, som begynder med kvælstof eller nitrogen |
Nitrogen eller kvælstof er det 7. grundstof i det periodiske system og har det kemiske symbol N. Under normale temperatur- og trykforhold optræder nitrogen i form af molekylet dinitrogen, N2, som er en farveløs, smagløs, lugtfri og relativt ikke-reaktiv gas, der efter rumfang udgør 78,1 % af Jordens atmosfære.
Mange vigtige industrielle kemiske forbindelser, såsom ammoniak, salpetersyre, organiske nitrater og cyanider indeholder nitrogen. Tripelbindingen i dinitrogen N2 er den næststærkeste af de kendte tripelbindinger og dominerer nitrogens kemi. Bindingsstyrken af tripelbindingen vanskeliggør omdannelsen af N2 til andre forbindelser, og når disse forbindelser brænder eller deltager i kemiske reaktioner, reagerer de (ofte) tilbage til N2, hvorved der samtidig frigives store mængder energi.
Frit nitrogen, N2, blev opdaget af Daniel Rutherford, en skotsk fysiker, i 1772. Det forekommer i alle levende organismer som en bestanddel af aminosyrer (og derved af proteiner) og af nukleinsyrer (DNA og RNA). Det forekommer derudover i næsten alle neurotransmittere og i alkaloider, som er biologiske molekyler, der produceres af mange organismer.
Den danske betegnelse kvælstof bruges i daglig tale både om grundstoffet N og om molekylet N2, men kvælstof bør ifølge Kemisk Ordbog alene anvendes om molekylet.

## Historie
Nitrogen (latin nitrogenium, hvor nitrum (fra græsk nitron νιτρον) betyder "salpeter", og genes (fra græsk γενης) betyder "danne") blev formelt opdaget i 1772 af Daniel Rutherford, som kaldte det giftig luft (noxious air). Det var i slutningen af det attende århundrede velkendt, at en "komponent" i luft forhindrede, at ting kunne brænde. Nitrogen blev samtidig studeret af Carl Wilhelm Scheele, Henry Cavendish og Joseph Priestley, som benævnte det brændt luft eller flogiston. Tidligere havde Antoine Lavoisier opdaget, at dyr døde, hvis de opholdt sig i en beholder, hvor alt ilt (oxygen) var forbrændt, og han kaldte den tilbageværende luft livløs luft eller azote, fra det græske ord άζωτος (azotos), som også betyder "livløs". Lavoisiers navn for nitrogen bruges stadig i mange sprog (fx fransk og russisk) og forekommer stadig i danske betegnelser for mange almindelige forbindelser, som hydrazin og forbindelser af azidionen.
Nitrogenforbindelser har været kendt siden middelalderen, hvor alkymister fx kendte og anvendte salpetersyre som de kaldte aqua fortis (stærkt vand). Blandingen af salpetersyre med saltsyre var kendt som aqua regia (kongevand), på grund af dens evne til at opløse guld (metallernes konge). Den tidligste militære, industrielle og landbrugsmæssige brug af nitrogenforbindelser benyttede salpeter (natriumnitrat) eller kaliumnitrat, specielt til krudt, og på et meget senere tidspunkt til gødning.
Kvælstof i betydningen dinitrogen henviser, ligesom den tyske betegnelse stickstoff, det svenske kväve og det oprindelige franske azote, til luftartens kvælende egenskaber.

## Kvælstoffets egenskaber
Nitrogen er et ikke-metal, med en elektronegativitet på 3,04 D. Det har fem elektroner i sin yderste elektronskal og er derfor trivalent i det meste af sin kemi. Tripelbindingen i molekylært nitrogen, (N2), er en af de stærkeste i naturen. Det er vanskeligt at omdanne N2 til andre nitrogenforbindelser, og samtidig forløber den modsatte reaktion ganske let og er associeret med stor energi.
Molekylært nitrogen kondenserer ved 77  K (−195,8 °C) til en væske og fryser ved 63 K (−210,0 °C) til en beta-allotrop, som har den hexagonalt tætteste kuglepakningsstruktur. Under 35,4 K (−237,6 °C) danner nitrogen alpha-allotrop formen, som har kubisk tættest kuglepakningsstruktur. Flydende nitrogen er en væske, der minder meget om vand, men med 80,8% af vands densitet. Væsken er en almindelig kryogen.
Der findes andre allotrope former af nitrogen, som dog alle er ustabile. Det gælder eksempelvis N3 og N4 (nitrogen diamant). Under ekstremt højt tryk (1,1 million  atm) og høj temperatur (2000 K) polymeriserer nitrogen til en enkeltbåndet kubisk gauche krystalstruktur, som minder om diamants struktur.

### Isotoper
Nitrogen har to stabile isotoper, 14N og 15N, hvoraf den mest udbredte er 14N (99,634%). 14N dannes ved CNO-cyklussen (også kaldet Bethe-Weizsäcker-cyklussen) i stjerner. I laboratoriet er der kunstigt fremstillet yderligere ti isotoper, hvoraf den længstlevende,13N, har en halveringstid på ti minutter, mens de øvrige har halveringstider i størrelsesordenen 1 sekund eller mindre.
Biologisk relaterede reaktioner (fx assimilation, nitrifikation og denitrifikation) er stærkt medvirkede til at styre omsætningen af nitrogen i jorden. Disse reaktioner resulterer typisk i 15N-berigelse af substratet og formindskelse i produktet. 0,73% af frit nitrogen i atmosfæren består af 14N15N, mens resten stort set er 14N2.

### Elektromagnetisk spektrum
Dinitrogen-isotopen 14N2 er næsten optisk transparent overfor infrarød stråling og synligt lys, fordi molekylet er symmetrisk. Det har derfor ikke noget dipolmoment og kan af denne grund ikke koble til elektromagnetisk stråling ved disse bølgelængder. Signifikant absorption sker ved ekstreme ultraviolette bølgelængder, begyndende ved omtrent 100 nanometer. Dette er forbundet med molekylære elektroniske overgange i molekylet til tilstande, hvor ladningen ikke er ligeligt fordelt mellem nitrogen-atomerne. Nitrogen-absorption fører til signifikant absorption af ultraviolet stråling i Jordens øvre atmosfære såvel som i atmosfæren af andre planeter. Af tilsvarende grunde udsender dinitrogen-laserere typisk lys i det ultraviolette område. 
Nitrogen bidrager også til den synlige natteglød fra Jordens øvre atmosfære. Den synlige blå lufts glød (som ses ved polarlys og når rumfartøjer vender tilbage fra kredsløb) skyldes ikke dinitrogen, men snarere frie nitrogenatomer, som kombineres med oxygen og danner nitrogenmonoxid (NO).

### Reaktioner
Nitrogen er generelt ureaktiv ved standardtemperatur og -tryk. N2 reagerer dog spontant med nogle få reagenser, men er modstandsdygtig overfor syrer, baser, oxidationsmidler samt de fleste reduktionsmidler. Når nitrogen reagerer spontant med et reagens, kaldes transformationen ofte for nitrogenfiksering.
Lithium brænder i en atmosfære af N2 og danner lithiumnitrid:
6 Li + N2 → 2 Li3N
Tilsvarende gælder for magnesium, som danner magnesiumnitrid.
3 Mg + N2 → Mg3N2
N2 danner en stor variation af addukter med overgangsmetallerne. Det første eksempel på et dinitrogen kompleks var [Ru(NH3)5(N2)]2+ (se figuren til højre). Andre eksempler er 
IrCl(N2)(PPh3)2, W(N2)2(Ph2CH2CH2PPh2)2, og [(η5-C5Me4H)2Zr]2(μ2,η²,η²-N2). Disse komplekser illustrerer, hvorledes N2 kunne binde til metallet (eller metallerne) i nitrogenase og til katalysatoren i Haber-Bosch-processen. 
Industrielt er Haber-Bosch-processen udgangspunktet for produktion af nitrogenforbindelser. I denne fikseres nitrogen ved at reagere N2 og H2 over en iron(III)oxid-katalysator (Fe3O4) ved ca. 500 °C og 200 atm. tryk. Biologiske nitrogenfixeringer i cyanobakterier og knoldbakterier fra planter producerer også ammoniak fra N2. Reaktionen, som er kilde til mængden af nitrogen i biosfæren, er katalyseret af nitrogenase-enzymkomplekset, som indeholder jern og molybdæn
En katalytisk proces, som kan reducere N2 til ammoniak ved tilstedeværelse af et molybdænkomplex, blev publiceret i 2005.

## Udbredelse
Kvælstof er den største bestanddel af Jordens atmosfære (78,1 % af volumenet i tør luft, og 75,3 % af massen i tør luft). Det er skabt ved fusionsprocesser i stjernerne, og det er beregnet til at være det 7. mest udbredte grundstof i universet efter masse.
Frit nitrogen og nitrogen i kemiske forbindelser er blevet påvist i det interstellare medium af astronomer ved hjælp af rum-teleskopet Far Ultraviolet Spectroscopic Explorer (FUSE), der drives fra Johns Hopkins universitet. Molekylær nitrogen udgør en stor del af den tykke atmosfære på Saturns måne Titan og forekommer i sporbare mængder i andre planetsystemer
Nitrogen findes i alle levende organismer, i proteiner, nukleinsyre og i andre molekyler. Det udgør typisk 4 % af den tørre vægt af plantemateriale og omkring 3 % af menneskets masse. Nitrogen udgør også en stor andel af animalsk affald (f.eks. guano), oftest i form af urinstof, urinsyre, ammonium-forbindelser eller derivater af disse nitrogen-produkter. Affaldsstofferne er vigtige næringsstoffer for alle planter, der ikke selv er i stand til at fiksere ("omdanne") nitrogen.
Nitrogen findes i naturlige mineraler som fx kaliumnitrat (kalisalpeter), natriumnitrat (Chilesalpeter) og ammoniumklorid (salmiak). De fleste af mineralerne er relativt sjældne, delvist fordi de er letopløselige i vand.

## Forbindelser
Nitrogens vigtigste neutrale hydrid er ammoniak, (NH3), men hydrazin (N2H4) er også almindeligt anvendt. Ammoniak er 6 størrelsesordener mere basisk end vand. I opløsning danner ammoniak ammoniumionen (NH4+). Flydende ammoniak (kogepunkt 240K (-33 °C)) er amfoterisk, dvs. udviser både syre- og baseegenskaber, og danner hhv. ammonium og mindre almindeligt amid-ioner, (NH2-). Der kendes både amid- og nitrid-salte, (N3-), men de dekomponerer (nedbrydes) i vand. Enkelt-, dobbelt-, tripel- og quadrupel-substituerede alkylforbindelser af ammoniak kaldes aminer. Aminer med fire substituenter er biologisk og kommercielt vigtige forbindelser, fordi de er vandopløselige eller i det mindste amfifile (dvs. er både lipofile og hydrofile) forbindelser. Større kæder, ringe og strukturer af nitrogenhydrider kendes, men de er generelt ustabile. N22+ er et eksempel på en polyatomisk kation afledt af hydrazin.
Blandt andre nitrogen-anioner (dvs. negativt ladede ioner) findes bl.a. den meget giftige azidion, (N3-), som er lineær og isoelektrisk med kuldioxid, men binder langt stærkere til jernholdige enzymer i kroppen. Lattergas (dinitrogenoxid), N2O), er en farveløs gas og bedøvelsesmiddel, og er ligeledes lineær. Lattergas er en af mange nitrogenoxider, som ofte forkortes NOx. Nitrogenmonoxid, NO, er en fri radikal, som anvendes i signaltransduktion i både planter og dyr, fx i vasodilatation ved at få den glatte muskulatur i blodkarrene til at slappe af. Nitrogendioxid, NO2, er en rødbrun giftig gas, der indeholder en uparret elektron og er en vigtig bestanddel af smog. Nitrogenmolekyler, der indeholder uparrede elektroner, udviser stor tendens til at dimerisere (og derved parre elektronen med en anden elektron), og er generelt meget reaktive. Nitrogens oxosyrer er salpetersyrling, HNO2, og salpetersyre, HNO3, og deres afledte salte kaldes hhv. nitritter og nitrater.
De højere dinitrogenoxider, dinitrogentrioxid, N2O3, dinitrogentetraoxid, N2O4 og dinitrogenpentaoxid, N2O5, er temmelig ustabile og eksplosive, hvilket er en konsekvens af den høje kemiske stabilitet af N2. Næsten alle hypergoliske raketmotorer bruger N2O4 som oxidationsmiddel; brændstoffet er forskellige former af hydrazin, som også er en nitrogenforbindelse. Disse motorer blev brugt af NASA, både i rumfærge-programmet (Nasa's Space Shuttle) og Apollo-programmet, fordi drivmidlet er flydende ved stuetemperatur og antændes uden brug af gnister. N2O4 er et mellemprodukt ved fremstilingen af salpetersyre, HNO3, som er en af de relativt få syrer, der er stærkere end hydroniumionen, H3O+, og som er et forholdsvis kraftigt oxidationsmiddel.
Nitrogen indgår i en lang række eksplosive forbindelser: Nitrogentriiodid, NI3, er en ekstrem sensitiv kontakt eksplosiv. Ved nitrering af cellulose med salpetersyre fås nitrocellulose, også kendt som skydebomuld. Nitroglycerin, som dannes ved nitrering af glycerin, er den ustabile eksplosive ingrediens i dynamit. Det mere kraftfulde sprængstof trotyl, også kaldet trinitrotoluen (TNT), er det standardsprængstof, som kraften af atomsprængninger sammenlignes med.
Nitrogen spiller også en væsentlig rolle i organiske forbindelser. Almindelige funktionelle grupper, som indeholder nitrogen er: Aminer, amider, nitrogruppen, iminer og enaminer. Mængden af nitrogen i en kemisk forbindelse kan bestemmes ved hjælp af Kjeldahl-metoden, som er udviklet af danskeren Johan Kjeldahl i 1843.

## Brug
Nitrogengas er en industriel gas, som ofte produceres ved fraktionel destillation af flydende luft. Nitrogengassen har mange anvendelsesmuligheder, bl.a. udnyttes dens egenskab som inert (ureaktiv) gas til at erstatte luft, hvor for eksempel oxidation skal undgås.
Anvendelser:
- Som "pakkegas" til at beskytte fødevarer mod fordærvning, ved at erstatte den atmosfæriske luft i pakken med kvælstof.
- Til glødepærer som et billigt alternativ til argon.[7]
- Til et lag over flydende sprængstoffer som en sikkerhedsforanstaltning.
- Til produktion af elektroniske dele såsom transistorer, dioder, og integrerede kredsløb.
- Bruges som en dielektrisk gas til højspændingsudstyr.
- Til fremstilling af rustfrit stål.
- Til militærflys brændstofsystemer for at nedsætte brandfaren.
- Til racerbil- og flydæk[8] pga. nitrogens ureaktive egenskaber, samt for undgå fugtig luft (dvs. vand) og luftens oxidative egenskaber.[9][10]

### Flydende nitrogen
Flydende nitrogen (normalt omtalt flydende kvælstof) (LIN) er en kryogen væske, som ved atmosfærisk tryk har kogepunktet −195,8 °C. Ligesom tøris er den største brug af flydende kvælstof som kølemiddel, bl.a. til cryokonservering af blod, reproduktive celler (sperm og æg), samt til andre biologiske prøver og materialer. Det bruges også i frysefælder i visse laboratorieudstyr og til at køle røntgendiffraktions-detektorer.
Under produktionen af flydende oxygen (LOX) fra atmosfærisk luft dannes flydende nitrogen som biprodukt. Derfor er flydende nitrogen et relativt billigt kølemiddel.

### Anvendelse af nitrogenforbindelser
Frit nitrogen (N2) i atmosfæren er relativt ureaktiv pga. N2's stærke trippelbinding. Biologisk spiller N2 ingen rolle for mennesket, idet stoffet hverken dannes eller destrueres. I naturen omdannes N2 til biologiske (og industrielt) vigtige forbindelser, dels i tordenvejr, men vigtigst fra visse levende organismer, specielt fra nitrogenfikserende bakterier . Frit nitrogen udledes til atmosfæren fra forrådnelsesprocesser i døde planter og dyr. Det eneste sted frit nitrogen spiller en rolle for mennesket er, når mennesker stiger for hurtig op ved dykning. Her vil opløst N2 i blodet danne bobler, som vil forhindre blodkredsløbet i at fungere, hvilket er farligt og som kaldes trykfaldssyge (populært kaldet dykkersyge).
Evnen til at kombinere eller fikse molekylært nitrogen er en meget vigtig proces i moderne industriel kemi, hvor nitrogen og naturgas omdannes til ammoniak via Haber-Bosch-processen. Ammoniak bruges primært til gødning (og til syntesen af nitreret gødning), samt som udgangsstof til mange vigtige kemikalier, heriblandt til sprængstoffer, hvor ammoniak dog først omdannes til salpetersyre via Ostwald-processen.
Organiske og uorganiske salte af salpetersyre har historisk været en bekvem måde at opbevare kemisk energi på. Dette inkluderer vigtige forbindelser som salpeter (kaliumnitrat) brugt i sortkrudt og ammoniumnitrat, et vigtigt gødningsmiddel og et sprængstof. Adskillige nitrerede organiske forbindelser, fx nitroglycerin, TNT (trinitroglycerin) og nitrocellulose bruges som sprængstoffer og som drivkraft i moderne skydevåben.